# Marie Plosjö
Cindy Marie Helene Plosjö, född 30 juni 1976 i Bjuv, är en svensk fotomodell, konstnär, makeupartist och dokusåpadeltagare som blev känd i Paradise Hotel år 2005. Hon har medverkat i tidningar som Slitz, FHM, Moore Magazine, amerikanska Playboy och ICE Magazine. Under 2007 var Plosjö konferencier under Miss World Sweden-tävlingen och krönte Annie Oliv.
År 2012 var hon med på omslaget av Slitz.
Marie Plosjö driver bloggportalen mondoblog.se, Gallerie Slice of life är hennes eget galleri i Malmö. 

## Diskografi
- 2006 - Boom Boom Boom